# Fai rumore
«Fai rumore» (итальянское произношение: [fai ruˈmoːre]; с итал. — «Ты шумишь») — песня итальянского певца Диодато, выпущенная в качестве сингла 7 февраля 2020 года и вошедшая в его альбом Che vita meravigliosa. Песня должна быть представлена Италию на конкурсе песни «Евровидение-2020» в Роттердаме, Нидерланды, после победы на Фестивале в Сан-Ремо 2020. Сингл возглавил итальянский чарт синглов на второй неделе после релиза.

## Евровидение-2020
С этой песней Диодато должны были представить Италию на «Евровидении-2020», получив такую возможность на Фестивале в Сан-Ремо 2020, музыкальном конкурсе, на котором отбираются итальянские песни для участия в «Евровидении-2020». Поскольку Италия является членом «Большой пятёрки», песня автоматически вышла в финал, который должен был состояться 16 мая 2020 года в Роттердаме, Нидерланды. Но в конце концов Евровидение-2020 был отменен из-за пандемии COVID-19

## Музыкальное видео
Музыкальное видео на песню было снято режиссёром Джорджо Тести.

## Список треков
| №  | Название     | Длительность |
| -- | ------------ | ------------ |
| 1. | «Fai rumore» | 3:36         |

## Чарты
| Чарты (2020)                    | Высшая позиция |
| ------------------------------- | -------------- |
| Хорватия (HRT)                  | 66             |
| Италия (FIMI)                   | 1              |
| Швейцария (Schweizer Hitparade) | 36             |

## Сертификации
| Регион                                                                      | Сертификация | Продажи |
| --------------------------------------------------------------------------- | ------------ | ------- |
| Италия (FIMI)                                                               | Платиновый   | 70 000  |
| Данные о продажах + прослушиваниях приведены только на основе сертификации. |              |         |

## История релиза
| Регион  | Дата            | Формат                      | Лейбл             | Ист.  |
| ------- | --------------- | --------------------------- | ----------------- | ----- |
| Italy   | 5 February 2020 | Contemporary hit radio      | Carosello Records | [ 9 ] |
| Various | 7 February 2020 | Digital download, streaming | Carosello Records | [ 4 ] |